# Inertanță
Inertanța este un factor de proporționalitate între diferența de presiune necesară modificării debitului de curgere în unitatea de timp și variatia debitului. Este analogul masei din ecuația de miscare aplicată curgerii fluidelor.
{\displaystyle \Delta p=I\cdot {\dot {Q}}=I\cdot {dQ \over dt}}